# Josée Massi
Josée Massi, née le 6 janvier 1951 à Lyon, est une femme politique française, elle n'est affiliée à aucun parti politique.
Première adjointe d'Hubert Falco déchu de son mandat pour recel de détournement de fonds publics, elle devient maire de Toulon le 3 mai 2023. Elle est également vice-présidente de la métropole Toulon Provence Méditerranée et conseillère départementale du Var.

## Décorations
- Chevalière de la Légion d'honneur le 11 juillet 2025[3].
- Chevalier de l'ordre national du Mérite (décret du 13 novembre 2014)[4]